# Wim Hof
Wim Hof (* 20. dubna 1959 Sittard, Limburg), známý jako the Iceman, je Nizozemec, který se věnuje extrémním sportům a je známý svou odolností na extrémní chlad, je držitelem několika rekordů v této oblasti. Pojednává o něm kniha Co tě nezabije: Jak ledová voda, extrémní nadmořská výška a okolní podmínky obnoví naši zašlou sílu od Scotta Carneye.
Je vynálezcem tzv. Wim Hofovy metody (v originále Wim Hof Method), která spočívá převážně v dechových cvičeních, meditaci a otužování ledovou vodou a má vést mj. k zlepšení odolnosti na chlad a celkové imunity. Některá Hofova tvrzení ohledně jeho metody jsou ovšem terčem odborné kritiky a dle některých balancují na hranici šarlatánství. V České republice vzbudilo kontroverzi zejména jeho vystoupení na festivalu Colours of Ostrava 2022, kde zpochybnil moderní medicínské metody a naznačil, že jeho metoda může být efektivní např. i pro léčbu rakoviny.
V roce 2024 jeho bývalá manželka Caroline promluvila o domácím násilí, které rodina z jeho strany zažívala.

## Rekordy
Wim Hof byl držitelem Guinnesova světového rekordu v nejrychleji zaběhnutém půlmaratonu bos na sněhu/ledu, který zaběhl s časem 02:16:34 v roce 2007 ve finském Oulu. Tento rekord překonal v roce v lednu 2021 padesátiletý otužilec a učitel duchovních nauk Josef Šálek z jihočeských Vodňan, který zaběhl půlmaraton na sněhu a v pětistupňovém mraze v čase jedna hodina, 36 minut a 21 vteřin.
Dne 11. září 2004 se zapsal do Guinnessovy knihy rekordů v přímém styku celého těla s ledem s časem 1 hodina 8 minut, který získal při natáčení Guinness World Records: 50 let, 50 rekordů v Londýně.
4. února 2006 ho ale překonal Brazilec Gilberto da Silva Cruz s časem 1 hodina 9 minut při příležitosti natáčení Funniest Video Awards v Tokiu.
K jeho nejznámějším činům patří například:
- výstup na Kilimandžáro v šortkách
- zdolání půlmaratonu za polárním kruhem naboso
- obklopení se ledovými kostkami v sudu během 112 minut (pouze pro srovnání, nejčastěji se uvádí, že po 20 minutách v ledové vodě začne selhávat srdce a základní životní funkce)
- zaběhnutí maratonu v poušti Namib bez vody

## Kritika Wim Hofovy metody
V říjnu 2023 vyšla na webu časopisu Nature odborná práce, která efekt Hofovy metody na zdraví srdce či psychiku zpochybňuje.
Jak American Heart Association, tak British Heart Foundation vydaly varování před terapií chladem a zájemce vyzvaly, aby se před jejím zahájením poradili s lékařem. Při některých praktikách, které Hof ukazuje ve svých videích, může podle vědců existovat riziko utonutí nebo mohou vést k potenciálně nebezpečným poruchám srdečního rytmu. K roku 2024 existuje nejméně 32 zpráv o lidech, kteří zemřeli poté, co se údajně pokoušeli aplikovat metodu Wima Hofa.

## Osobní život
Hofova první žena, Olaya, se kterou má 4 děti, spáchala v roce 1995 sebevraždu. V roce 1998 Hof uvedl, že zemřela při autonehodě. V roce 2022 v jiném rozhovoru řekl, že skočila z osmipatrového bytového domu.
Jeho druhou ženou byla Caroline, se kterou má syna Noaha. Když zjistila, že se má o Hofovi točit film, rozhodla se promluvit o letech agrese, fyzického násilí, ponižování i sexuálního zneužívání.
Hof popírá obvinění a řekl, že podniká právní kroky proti nizozemským novinám de Volkskrant, které informace přinesly jako první. Hofova dcera z prvního manželství, Laura, obhajovala svého otce v příspěvku na Instagramu.
V roce 2012 byl Hof odsouzen k 40 hodinám veřejně prospěšných pracích a pokutě 350 EUR za domácí násilí proti 18letému synovi Caroline, Christianovi. Jejím dětem vyhrožoval smrtí, nakonec ztratil právo se s nimi stýkat.